# Englands damlandslag i fotboll
Englands damlandslag i fotboll (engelska: England women's national football team) representerar England i fotboll för damer.
England vann EM-silver 1984 och 2009. 2022 vann England EM-guld på hemmaplan., vilket man följde upp med att vinna även 2025 års Europamästerskap i Schweiz, efter finalseger med 3–1 efter straffsparksavgörande mot England i en match som slutat 1–1 efter ordinarie speltid och förlängning.
England har deltagit i VM sex gånger, bästa placeringen är silvret 2023.

## Olympiska spel
Eftersom man tävlar som Storbritannien i OS, får man inte delta som eget lag i fotbollsturneringen. Det innebär att även om de kvalar in, så kan de inte delta, vilket exempelvis gäller år 2008 då Englands damlandslag kvalade in men inte får delta. För första gången sen kvalet till OS 1972 (då bara herrfotboll fanns på det olympiska fotbollsprogrammet) planerade Storbritanniens olympiska kommitté att ställa upp med ett gemensamt lag (England, Nordirland, Skottland och Wales tillsammans) för Storbritannien. Skottlands, Wales och Nordirlands fotbollsförbund var däremot kritiska till detta, eftersom de ansåg att deras oberoende i europeiska och internationella sammanhang hotades. De brittiska damlandslagen hade aldrig tidigare tävlat under samma nationsbeteckning. Vid olympiska sommarspelen 2012 i London blev detta dock verklighet i såväl herr- som damklassen.

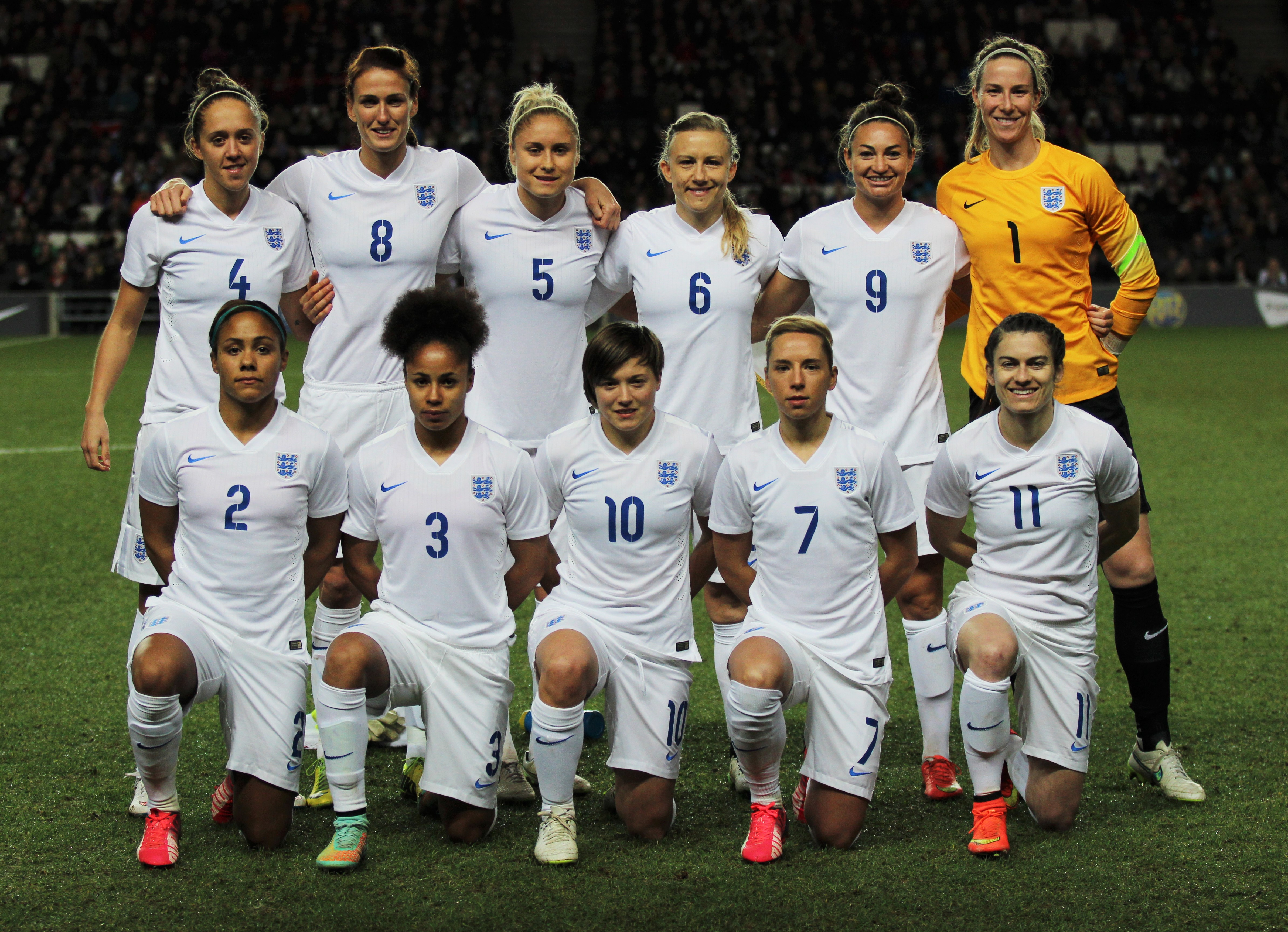
Englands landslag inför en vänskapsmatch mot USA i februari 2015.

## Förbundskaptener
- Eric Worthington (1972–1973)
- Tom Tranter (1973–1979)
- Martin Reagan (1979–1990)
- John Bilton (1991–1993)
- Ted Copeland (1993–1998)
- Hope Powell (1998–2013)
- Mark Sampson (2013–2017)
- Phil Neville (2018–2021)
- Sarina Wiegman (2021–)

## Laguppställning
Följande spelare ingår i spelartruppen i VM 2023 som spelas i Australien och Nya Zeeland.
- Matcher och mål är uppdaterade per den 19 juli 2023.

| Nr | Pos. | Namn             | Födelsedatum (ålder)      | Matcher | Mål |          | Klubb                  |
| -- | ---- | ---------------- | ------------------------- | ------- | --- | -------- | ---------------------- |
| 1  | MV   | Mary Earps       | 7 mars 1993 (30 år)       | 34      | 0   | England  | Manchester United      |
| 2  | F    | Lucy Bronze      | 28 oktober 1991 (31 år)   | 105     | 12  | Spanien  | Barcelona              |
| 3  | F    | Niamh Charles    | 21 juni 1999 (24 år)      | 7       | 0   | England  | Chelsea                |
| 4  | MF   | Keira Walsh      | 8 april 1997 (26 år)      | 59      | 0   | Spanien  | Barcelona              |
| 5  | F    | Alex Greenwood   | 7 september 1993 (29 år)  | 75      | 5   | England  | Manchester City        |
| 6  | F    | Millie Bright    | 21 augusti 1993 (29 år)   | 66      | 5   | England  | Chelsea                |
| 7  | A    | Lauren James     | 29 september 2001 (21 år) | 11      | 1   | England  | Chelsea                |
| 8  | MF   | Georgia Stanway  | 3 januari 1999 (24 år)    | 50      | 15  | Tyskland | Bayern München         |
| 9  | A    | Rachel Daly      | 6 december 1991 (31 år)   | 69      | 13  | England  | Aston Villa            |
| 10 | MF   | Ella Toone       | 2 september 1999 (23 år)  | 32      | 16  | England  | Manchester United      |
| 11 | A    | Lauren Hemp      | 7 augusti 2000 (22 år)    | 38      | 10  | England  | Manchester City        |
| 12 | MF   | Jordan Nobbs     | 8 december 1992 (30 år)   | 71      | 8   | England  | Aston Villa            |
| 13 | MV   | Hannah Hampton   | 16 november 2000 (22 år)  | 2       | 0   | England  | Aston Villa            |
| 14 | F    | Lotte Wubben-Moy | 11 januari 1999 (24 år)   | 10      | 0   | England  | Arsenal                |
| 15 | F    | Esme Morgan      | 18 oktober 2000 (22 år)   | 5       | 0   | England  | Manchester City        |
| 16 | F    | Jess Carter      | 27 oktober 1997 (25 år)   | 18      | 1   | England  | Chelsea                |
| 17 | MF   | Laura Coombs     | 29 januari 1991 (32 år)   | 5       | 0   | England  | Manchester City        |
| 18 | A    | Chloe Kelly      | 15 januari 1998 (25 år)   | 26      | 6   | England  | Manchester City        |
| 19 | A    | Bethany England  | 3 juni 1994 (29 år)       | 21      | 11  | England  | Tottenham Hotspur      |
| 20 | MF   | Katie Zelem      | 20 januari 1996 (27 år)   | 8       | 0   | England  | Manchester United      |
| 21 | MV   | Ellie Roebuck    | 23 september 1999 (23 år) | 11      | 0   | England  | Manchester City        |
| 22 | A    | Katie Robinson   | 8 augusti 2002 (20 år)    | 5       | 0   | England  | Brighton & Hove Albion |
| 23 | A    | Alessia Russo    | 8 februari 1999 (24 år)   | 22      | 11  | England  | Manchester United      |